# Abu Mena
Koordinaten: 30° 50′ 27,8″ N, 29° 39′ 48,6″ O

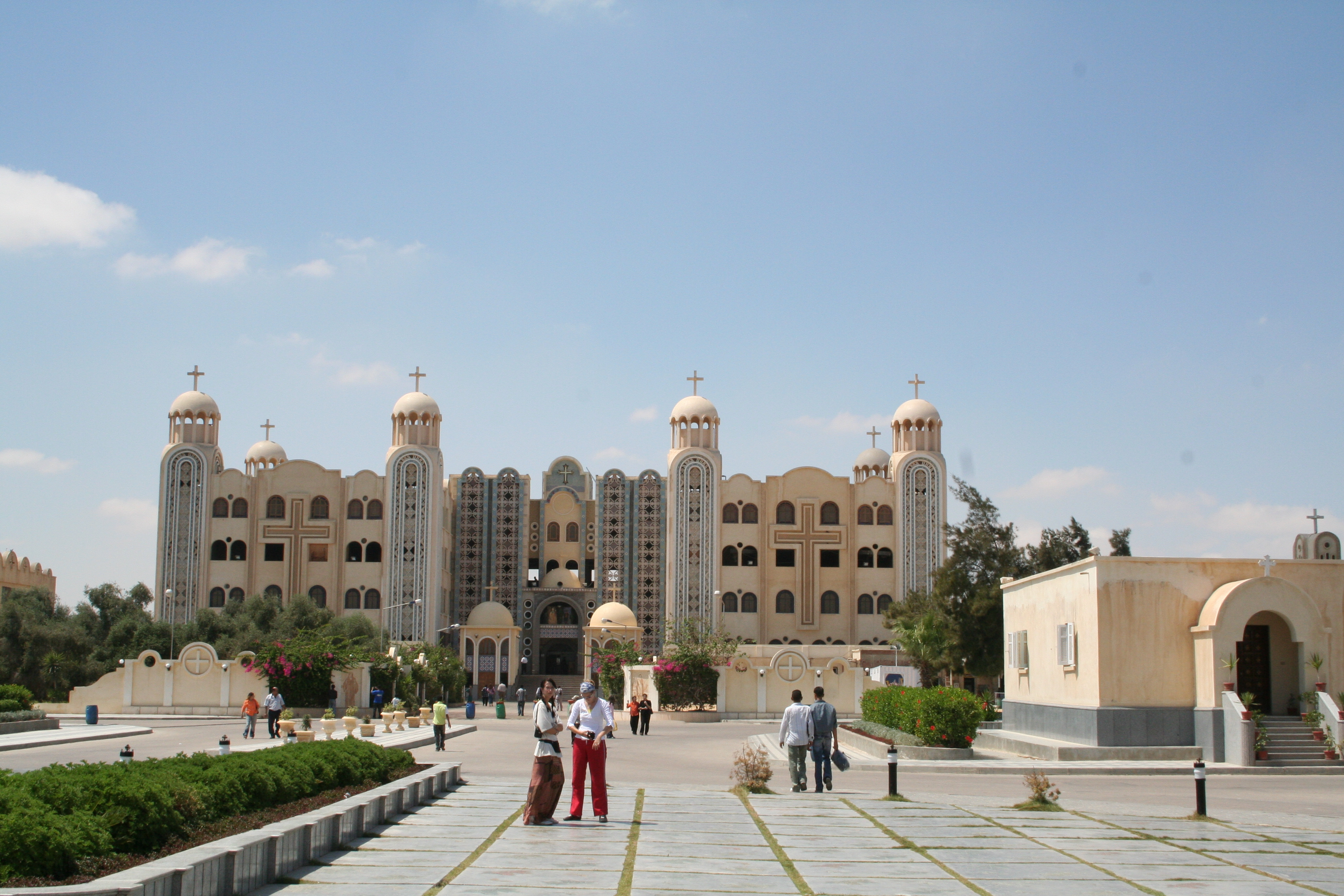
Das Kloster Abu Mena

 Abu Mena  (arabisch أبو مينا, DMG Abū Mīnā) ist ein Ort in der Wüste Mariut, im Distrikt Burg al-Arab (Ägypten). Es handelt sich um eines der wichtigsten christlichen Pilgerheiligtümer der Spätantike. 1979 wurde es Weltkulturerbe der UNESCO. Seit Mitte des 20. Jahrhunderts ist ein neu gegründetes koptisches Kloster in Abu Mena einer der wichtigsten Orte christlichen Lebens in Ägypten. Der zentrale Baukomplex besteht aus der Märtyrerkirche, der großen Basilika und dem Baptisterium, denen ein Pilgerhof und ein halbkreisförmiger Anbau mit Unterbringungen für die Pilger zum Heilschlaf angegliedert sind. Volksfeste zu Ehren des Märtyrers, des Heiligen Menas, die dort gefeiert wurden, haben in Ägypten eine lange Tradition und setzen sich bis in die heutige Zeit fort (heute Mudil genannt), besucht werden sie sowohl von Christen als auch Muslimen.
Neben zahlreichen Kirchengebäuden ist eine komplette Stadt aus der Spätantike erhalten geblieben.

## Geschichte
Seit dem Ende des 4. Jahrhunderts entwickelte sich am Grabe des Heiligen Menas ein Pilgerzentrum, das bis zum Beginn des 7. Jahrhunderts stadtmäßig ausgebaut wurde. Es wurde während der persischen Besatzungszeit um 619 zerstört. Seit 629 fanden geringe Wiederaufbauarbeiten statt und im Jahr 643 wurde der Platz an die monophysitisch ausgerichtete koptische Landeskirche übergeben. In nachfolgender Zeit ist über den Trümmern der alten Stadt eine völlig neue, sich nach anderen Maximen richtende Siedlung errichtet worden. Letztere wurde im 10. oder 11. Jahrhundert aufgegeben. Noch heute ist Mina ein Titularbistum der römisch-katholischen Kirche.

## Forschungsgeschichte
Entdeckt und zunächst erforscht wurde der Ort durch Carl Maria Kaufmann von 1905 bis 1907. Weitere Untersuchungen erfolgten am Ort durch das Griechisch-Römische Museum in Alexandria 1925 und 1929 und durch John Bryan Ward-Perkins 1942. Neue Grabungen begannen 1959 durch das Koptische Museum in Kairo. Seit 1961 führt die Abteilung Kairo des Deutschen Archäologischen Instituts dort Grabungen durch, die zunächst unter Leitung von Helmut Schläger, dann von Wolfgang Müller-Wiener standen, seit 1969 von Peter Grossmann.

## Gefährdung
2001 wurde Abu Mena auf die Liste des gefährdeten Welterbes aufgenommen, da sie durch landwirtschaftliche Bewässerungsmaßnahmen, gefördert von der Weltbank, von der Zerstörung bedroht ist. Durch das ansteigende Grundwasser verändern sich die mechanischen Eigenschaften des aus Lehm bestehenden Untergrunds. Da sie so die Gebäude nicht mehr tragen können, mussten die ägyptischen Behörden teilweise die Fundamente von Denkmälern mit Sand verfüllen. Weiterhin war es notwendig, die Krypta des heiligen Menas für die Öffentlichkeit zu schließen. 2025 wurde die Stätte aufgrund positiver Maßnahmen wieder von der Liste des gefährdeten Welterbes gestrichen.